# Yoon Deok-yeo
Yoon Deok-yeo (* 25. März 1961) ist ein ehemaliger südkoreanischer Fußballspieler und heutiger -trainer.

## Karriere

### Spieler

#### Klub
Nach seiner Zeit bei der Mannschaft der Sungkyunkwan-Universität wechselte Yoon Anfang 1984 zum Hanil Bank FC, wo er bis zum Ende der Spielzeit 1985 verblieb. Danach wechselte er weiter zu Hyundai Horang-i, wo er noch einmal bis zum Ende der Spielzeit 1991 spielte. Seine letzte Station war danach noch einmal bis zum Saisonende 1992 bei POSCO Atoms.

#### Nationalmannschaft
Sein erstes bekanntes Spiel für die südkoreanische Nationalmannschaft war am 5. Mai 1989 bei einem 1:0-Freundschaftsspielsieg über Japan. Danach wirkte er in der Qualifikation für die Weltmeisterschaft 1990 mit und stand hier auch nach erfolgreicher Qualifikation im Kader der Endrunde. Bei dem Turnier selbst kam er dann auf zwei Einsätze in der Gruppenphase.
Anschließend war er auch noch Teil der Mannschaft bei den Asienspielen 1990 und kam danach bis 1991 noch in ein paar Freundschaftsspielen zum Einsatz. Danach erhielt er aber auch keine weiteren Einsätze im Nationaldress mehr.

### Trainer
Er begann seine Karriere als Trainer direkt nach seinem Karriereende als Spieler bei seinem letzten Klub innerhalb der Jugend-Abteilung, wo er dann bis zum Ende der Saison 1999 verblieb, erst als Trainer und ab 1996 dann als Co-Trainer. Zum Jahresstart 2001 wechselte er zum nationalen Verband und fungierte nun als Co-Trainer der U17-Nationalmannschaft. Ab Sommer 2003 bekam er hier dann den Posten des Cheftrainers. Auf diesem verblieb er allerdings nur bis zum Ende des Jahres, weil er danach zu Ulsan Hyundai, einem weiteren Ex-Klub von ihm, wechselte, um hier als Co-Trainer zu arbeiten. Zum Start der Saison 2006 wechselte er dann auf gleicher Position zum Gyeongnam FC, gleiches machte er dann nochmal zur Saison 2010 zum Daejeon Citizen und zur Saison 2011 zu den Chunnam Dragons.
Ab 2013 kehrte er dann zum nationalen Verband zurück und wurde Co-Trainer bei der Frauennationalmannschaft. Später wurde er hier dann auch Cheftrainer und blieb dies bis 2019. Seit 2021 ist er Cheftrainer beim WK-League-Franchise Sejong Sportstoto.